# Syndrome de Prune Belly
 Mise en garde médicale
Le syndrome du prune belly est l'association d'une aplasie des muscles de la paroi abdominale avec des anomalies obstructives basses du tractus urinaire entraînant une méga-vessie associée à une cryptorchidie bilatérale.

## Étymologie
La dénomination de prune belly vient de l'aspect que peut prendre le ventre du nouveau-né atteint de ce syndrome ; prune signifiant « pruneau » et belly « ventre » en anglais. Le dictionnaire de l'Académie de médecine française le traduit littéralement par « syndrome du ventre de prune ».

### Autres noms de la maladie
- Syndrome de Eagle-Barre
- Syndrome d'Obrinsky
- Syndrome de Fröhlich

## Étiologie
Inconnue.

## Incidence et prévalence
La prévalence est estimée à une naissance sur 40 000. Cette maladie n'atteint presque exclusivement que les garçons.
Seuls 2 % des malades sont des filles.

## Description
Le syndrome de Prune Belly est l'association d'une aplasie des muscles de la paroi abdominale avec des anomalies obstructives basses du tractus urinaire entraînant une méga-vessie associée à une cryptorchidie bilatérale.

## Diagnostic

### Clinique
Association d'anomalies du tractus urinaire (cryptorchidie, dilatation vésicale et uréthrale) et d'une absence de la paroi musculaire abdominale antérieure à la vessie.

## Traitement
Des actions pour ralentir la progression de l'insuffisance rénale et pour traiter les complications inhérentes à cette pathologie doivent être réalisées. Une fois que le malade est en phase d'insuffisance rénale sévère terminale, il est dialysé jusqu'à ce que la greffe de rein soit possible.

## Mode de transmission
Il n'y a aucun mode de transmission connu actuellement.

## Conseil génétique

### Dépistage prénatal
Il est possible de dépister le syndrome dès les premiers mois de grossesse (oligohydramnios : peu ou très peu de liquide amniotique). À l'aide d'une échographie et bien d'autres examens, les médecins parviennent à établir le diagnostic

## Sources
- Site en français de renseignement sur les maladies rares et les médicaments orphelins
- (en) Online Mendelian Inheritance in Man, OMIM (TM). Johns Hopkins University, Baltimore, MD. MIM Number:100100
- Association du Syndrome de Prune Belly